# Reprezentacja Kolumbii w piłce nożnej mężczyzn
Reprezentacja Kolumbii w piłce nożnej mężczyzn – drużyna piłkarska reprezentująca Republikę Kolumbii w zawodach międzynarodowych. Za jej funkcjonowanie odpowiedzialna jest Federación Colombiana de Fútbol, organ zarządzający piłką nożną w Kolumbii. W reprezentacji mogą występować wyłącznie zawodnicy posiadający obywatelstwo kolumbijskie.
Sześciokrotnie startowała w finałach mistrzostw świata (1962, 1990, 1994, 1998, 2014, 2018), ale tylko trzy razy – w 1990, 2014 oraz 2018 – przeszła do drugiej rundy. We Włoszech Kolumbia, mimo iż wyprzedziła w grupie jedynie Zjednoczone Emiraty Arabskie, to z trzeciego miejsca awansowała do 1/8 finałów, w której to fazie jednak, po błędach bramkarza René Higuity, przegrała 1:2 z Kamerunem. W Brazylii zaś Kolumbijczycy zajęli pierwsze miejsce w grupie z kompletem dziewięciu punktów po zwycięstwach kolejno z Grecją 3:0, Wybrzeżem Kości Słoniowej 2:1, oraz Japonią 4:1. W 1/8 finału spotkali się z Urugwajem z którym wygrali 2:0. W ćwierćfinale los skojarzył ich z gospodarzem mistrzostw Brazylią z którą przegrali 1:2 i odpadli z turnieju. Ostatni raz Kolumbijczycy grali na światowym czempionacie w 2018. Z kolei szesnaście lat wcześniej, na turnieju we Francji w 1998 grupowe zwycięstwo nad Tunezją 1:0 okazało się nie wystarczające do awansu do dalszych rozgrywek (wcześniej przegrali z Rumunią 0:1 i Anglią 0:2).
Kolumbia awansowała również do Mistrzostw Świata 2018 w Rosji. Na tym turnieju zagrała ona w grupie H razem z Japonią, Polską, oraz Senegalem. Po niespodziewanej porażce 1:2 z Japończykami w pierwszym meczu przyszły dwa zwycięstwa (3:0 z Polakami oraz 1:0 z Senegalczykami). Pozwoliło to Kolumbijczykom zająć pierwsze miejsce w grupie i z sześcioma punktami na koncie awansować do 1/8 finału. W tej fazie mistrzostw rywalem Los Cafeteros była reprezentacja Anglii. Kolumbijczycy przegrali jednak ten mecz po rzutach karnych stosunkiem 3:4 i odpadli z turnieju.
Z zupełnie innych powodów Kolumbijczycy na długo zapamiętają swój udział na Mistrzostwach Świata 1994. Po dwóch porażkach i jednym zwycięstwie reprezentacja musiała żegnać się z turniejem już po rundzie grupowej. W ostatnim, decydującym o ewentualnym awansie meczu (ze Stanami Zjednoczonymi) samobójczą bramkę strzelił obrońca Andrés Escobar, a Kolumbia przegrała 1:2. Po powrocie do kraju fanatyczny kibic zastrzelił wychodzącego z restauracji 27-letniego Escobara. Morderca – Humberto Muñoz Castro – został skazany na dwadzieścia sześć lat pozbawienia wolności. Porwania i zabójstwa piłkarzy do dziś w Kolumbii, zdarzają się bardzo często. W połowie lat 90. także kilku zawodników grających w kadrze narodowej miało do czynienia z wymiarem sprawiedliwości – bramkarz René Higuita został w 1993 aresztowany za udział w porwaniu córki barona narkotykowego, Faustino Asprillę we wrześniu 1995 skazano na rok pozbawienia wolności za nielegalne posiadanie broni, a miesiąc później w bagażu innego reprezentanta Wilsona Péreza znaleziono kokainę.
Regularne w latach 90. występy na mistrzostwach świata oraz niezłe wyniki w rozgrywkach o Copa América związane są z postacią charyzmatycznego selekcjonera Francisco „Pacho” Maturany. Był trenerem kadry w czasie Mistrzostw Świata 1990 i 1994, a w 1998 reprezentację prowadził jego dawny asystent Hernán Darío Gómez. Ukoronowaniem jego pracy z drużyną narodową był pierwszy w historii triumf Kolumbii w mistrzostwach Ameryki Południowej, wywalczony na własnym boisku w 2001. Dzięki temu zwycięstwu dwa lata później Kolumbijczycy wzięli udział w rozgrywkach o Puchar Konfederacji. Zajęli w nich czwarte miejsce po porażce w meczu o trzecie miejsce z Turcją 1:2
Dzisiejsza reprezentacja to drużyna złożona z młodych i perspektywicznych zawodników jak Falcao, James Rodriguez, Jackson Martinez, Pablo Armero, a także doświadczonych Mario Yepes, Freddy Guarin czy Camilo Zuniga. Z nimi w składzie Kolumbia awansowała do czołówki (5. miejsce w grudniu 2012) rankingu FIFA pod koniec 2012. Wyprzedziła takie reprezentacje jak Anglia, Brazylia, Holandia czy Portugalia, zaś reprezentacja w eliminacjach do Mundialu 2014 grała bardzo dobrze, zajmując w południowoamerykańskich eliminacjach drugie miejsce i po raz pierwszy od 1998 uzyskując kwalifikację na mistrzostwa świata.
Kolumbia w 2012 zdobyła najwięcej punktów w rankingu FIFA.

## Udział w międzynarodowych turniejach

### Mistrzostwa świata
| 1930 | Nie brała udziału         | Nie brała udziału         |
| 1934 | Nie brała udziału         | Nie brała udziału         |
| 1938 | Wycofała się z eliminacji | Wycofała się z eliminacji |
| 1950 | Nie brała udziału         | Nie brała udziału         |
| 1954 | Nie brała udziału         | Nie brała udziału         |
| 1958 | Nie zakwalifikowała się   | Nie zakwalifikowała się   |
| 1962 | Awans                     | Faza grupowa              |
| 1966 | Nie zakwalifikowała się   | Nie zakwalifikowała się   |
| 1970 | Nie zakwalifikowała się   | Nie zakwalifikowała się   |
| 1974 | Nie zakwalifikowała się   | Nie zakwalifikowała się   |
| 1978 | Nie zakwalifikowała się   | Nie zakwalifikowała się   |
| 1982 | Nie zakwalifikowała się   | Nie zakwalifikowała się   |
| 1986 | Nie zakwalifikowała się   | Nie zakwalifikowała się   |
| 1990 | Awans                     | 1/8 finału                |
| 1994 | Awans                     | Faza grupowa              |
| 1998 | Awans                     | Faza grupowa              |
| 2002 | Nie zakwalifikowała się   | Nie zakwalifikowała się   |
| 2006 | Nie zakwalifikowała się   | Nie zakwalifikowała się   |
| 2010 | Nie zakwalifikowała się   | Nie zakwalifikowała się   |
| 2014 | Awans                     | Ćwierćfinał               |
| 2018 | Awans                     | 1/8 finału                |
| 2022 | Nie zakwalifikowała się   | Nie zakwalifikowała się   |

### Copa América
| - 1916 – 1942 – Nie brała udziału - 1945 – V miejsce - 1946 – Wycofała się - 1947 – VIII miejsce - 1949 – VIII miejsce - 1953 – 1956 – Wycofała się - 1957 – V miejsce - 1959 – 1959 – Wycofała się - 1963 – VII miejsce - 1967 – Nie zakwalifikowała się - 1975 – II miejsce - 1979 – Faza grupowa - 1983 – Faza grupowa |  | - 1987 – III miejsce - 1989 – Faza grupowa - 1991 – IV miejsce - 1993 – III miejsce - 1995 – III miejsce - 1997 – Ćwierćfinał - 1999 – Ćwierćfinał - 2001 – Mistrzostwo - 2004 – IV miejsce - 2007 – Faza grupowa - 2011 – Ćwierćfinał - 2015 – Ćwierćfinał - 2016 – III miejsce |  | - 2019 – Ćwierćfinał - 2021 – III miejsce |

## Aktualna kadra
Kadra na mecze towarzyskie przeciwko reprezentacji Iraku i Niemiec, które odbyły się 16 i 20 czerwca 2023. Występy i gole aktualne na 20 czerwca 2023.
| #          | Imię i nazwisko     | Data urodzenia       | Klub                | Występy (gole) |
| Bramkarze  | Bramkarze           | Bramkarze            | Bramkarze           | Bramkarze      |
| ---------- | ------------------- | -------------------- | ------------------- | -------------- |
| 1          | Álvaro Montero      | 29 marca 1995        | Millonarios         | 5 (0)          |
| 12         | Camilo Vargas       | 9 marca 1989         | Atlas               | 14 (0)         |
| 22         | Kevin Mier          | 18 maja 2000         | Atlético Nacional   | 0 (0)          |
| Obrońcy    |                     |                      |                     |                |
| 2          | Yerson Mosquera     | 2 maja 2001          | Cincinnati          | 0 (0)          |
| 3          | Jhon Lucumí         | 26 czerwca 1998      | Bologna             | 12 (0)         |
| 4          | Deiver Machado      | 2 września 1993      | Lens                | 5 (0)          |
| 6          | Juan David Mosquera | 5 września 2002      | Portland Timbers    | 1 (0)          |
| 13         | Yerry Mina          | 24 września 1994     | Everton             | 40 (7)         |
| 14         | Andrés Salazar      | 15 stycznia 2003     | Atlético Nacional   | 1 (0)          |
| 21         | Daniel Muñoz        | 25 maja 1996         | KRC Genk            | 19 (0)         |
| 23         | Davinson Sánchez    | 12 czerwca 1996      | Tottenham Hotspur   | 54 (1)         |
| Pomocnicy  |                     |                      |                     |                |
| 5          | Wilmar Barrios      | 16 października 1993 | Zenit Petersburg    | 54 (1)         |
| 8          | Jorge Carrascal     | 25 maja 1998         | CSKA Moskwa         | 6 (1)          |
| 10         | Yáser Asprilla      | 19 listopada 2003    | Watford             | 3 (1)          |
| 11         | Juan Cuadrado       | 26 maja 1988         | Juventus            | 115 (11)       |
| 15         | Mateus Uribe        | 21 marca 1991        | Al Sadd             | 47 (5)         |
| 16         | Jefferson Lerma     | 25 października 1994 | Crystal Palace      | 35 (1)         |
| 17         | Kevin Castaño       | 29 września 2000     | Cruz Azul           | 4 (0)          |
| 20         | Jhon Arias          | 21 września 1997     | Fluminense          | 6 (0)          |
| Napastnicy |                     |                      |                     |                |
| 7          | Luis Díaz           | 13 stycznia 1997     | Liverpool           | 39 (9)         |
| 9          | Diego Valoyes       | 22 września 1996     | Talleres            | 8 (0)          |
| 18         | Mateo Cassierra     | 13 kwietnia 1997     | Zenit Petersburg    | 2 (1)          |
| 19         | Rafael Santos Borré | 15 września 1995     | Eintracht Frankfurt | 24 (3)         |
| 24         | Óscar Cortés        | 3 grudnia 2003       | Lens                | 1 (0)          |

## Rekordziści
| Lp. | Zawodnik          | Lata gry w kadrze | Mecze | Bramki |
| --- | ----------------- | ----------------- | ----- | ------ |
| 1.  | David Ospina      | 2007–             | 127   | 0      |
| 2.  | Juan Cuadrado     | 2010–             | 115   | 11     |
| 3.  | Carlos Valderrama | 1985–1998         | 111   | 11     |
| 4.  | Radamel Falcao    | 2007–             | 104   | 36     |
| 5.  | Mario Yepes       | 1999–2014         | 102   | 6      |
| 6.  | Leonel Álvarez    | 1985–1997         | 101   | 1      |
| 7.  | James Rodríguez   | 2011–             | 90    | 26     |
| 8.  | Carlos Sánchez    | 2007–2018         | 88    | 0      |
| 9.  | Freddy Rincón     | 1990–2001         | 84    | 17     |
| 10. | Luis Carlos Perea | 1987–1994         | 78    | 2      |

| Lp. | Zawodnik           | Lata gry w kadrze | Bramki | Mecze |
| --- | ------------------ | ----------------- | ------ | ----- |
| 1.  | Radamel Falcao     | 2007–             | 36     | 104   |
| 2.  | James Rodríguez    | 2011–             | 26     | 90    |
| 3.  | Arnoldo Iguarán    | 1979–1993         | 25     | 68    |
| 4.  | Faustino Asprilla  | 1993–2001         | 20     | 57    |
| 5.  | Freddy Rincón      | 1990–2001         | 17     | 84    |
| 6.  | Carlos Bacca       | 2010–2018         | 16     | 52    |
| 7.  | Teófilo Gutiérrez  | 2009–2017         | 15     | 51    |
| 7.  | Víctor Aristizábal | 1993–2003         | 15     | 66    |
| 9.  | Adolfo Valencia    | 1992–1998         | 14     | 37    |
| 10. | Iván Valenciano    | 1991–2000         | 13     | 29    |
| 10. | Antony de Ávila    | 1983–1998         | 13     | 54    |

## Selekcjonerzy
| #    | Trener                  | Narodowość         | . | Od               | Do               | . | Bilans | Bilans | Bilans | Bilans | Bilans | . | Osiągnięcia     | Osiągnięcia |
| #    | Trener                  | Narodowość         | . | Od               | Do               | . | M      | Z      | R      | P      | %      | . | Trofea          | Lata        |
| ---- | ----------------------- | ------------------ | - | ---------------- | ---------------- | - | ------ | ------ | ------ | ------ | ------ | - | --------------- | ----------- |
| 1.   | Alfonso Novoa           | Kolumbia           | . | luty 1938        | luty 1938        | . | 5      | 2      | 0      | 3      | 40%    | . |                 |             |
| 2.   | Fernando Paternoster    | Argentyna          | . | sierpień 1938    | sierpień 1938    | . | 4      | 1      | 0      | 3      | 25%    | . |                 |             |
| 3.   | Roberto Meléndez        | Kolumbia           | . | styczeń 1945     | luty 1945        | . | 6      | 1      | 1      | 4      | 22%    | . |                 |             |
| 4.   | José Arana Cruz         | Peru               | . | grudzień 1946    | grudzień 1946    | . | 6      | 6      | 0      | 0      | 100%   | . |                 |             |
| 5.   | Lino Taioli             | Argentyna          | . | grudzień 1947    | grudzień 1947    | . | 7      | 0      | 2      | 5      | 10%    | . |                 |             |
| 6.   | Friedrich Donnenfeld    | Austria            | . | kwiecień 1949    | maj 1949         | . | 7      | 0      | 2      | 5      | 10%    | . |                 |             |
| 7.   | Pedro López             | Kolumbia           | . | marzec 1957      | kwiecień 1957    | . | 6      | 2      | 0      | 4      | 33%    | . |                 |             |
| 8.   | Rodolfo Orlandini       | Argentyna          | . | czerwiec 1957    | lipiec 1957      | . | 5      | 0      | 1      | 4      | 7%     | . |                 |             |
| 9.   | Adolfo Pedernera        | Argentyna          | . | luty 1961        | czerwiec 1962    | . | 9      | 2      | 3      | 4      | 33%    | . |                 |             |
| 10.  | Gabriel Ochoa Uribe     | Kolumbia           | . | marzec 1963      | marzec 1963      | . | 6      | 0      | 1      | 5      | 6%     | . |                 |             |
| 11.  | Efraín Sánchez          | Kolumbia           | . | wrzesień 1963    | wrzesień 1963    | . | 2      | 1      | 0      | 1      | 50%    | . |                 |             |
| 12.  | Antonio Julio de la Hoz | Kolumbia           | . | lipiec 1965      | sierpień 1965    | . | 4      | 1      | 0      | 3      | 25%    | . |                 |             |
| 13.  | César López Fretes      | Paragwaj           | . | listopad 1966    | grudzień 1966    | . | 2      | 0      | 1      | 1      | 17%    | . |                 |             |
| 14.  | Francisco Zuluaga       | Kolumbia           | . | październik 1968 | sierpień 1969    | . | 14     | 1      | 3      | 10     | 14%    | . |                 |             |
| 15.  | César López Fretes (2)  | Paragwaj           | . | maj 1970         | maj 1970         | . | 1      | 0      | 0      | 1      | 0%     | . |                 |             |
| 16.  | Todor Veselinović       | Serbia             | . | marzec 1972      | lipiec 1973      | . | 13     | 2      | 5      | 6      | 14%    | . |                 |             |
| 17.  | Efraín Sánchez (2)      | Kolumbia           | . | lipiec 1975      | październik 1975 | . | 9      | 6      | 0      | 3      | 67%    | . |                 |             |
| 18.  | Blagoje Vidinić         | Macedonia Północna | . | październik 1976 | wrzesień 1979    | . | 16     | 3      | 5      | 8      | 29%    | . |                 |             |
| 19.  | Carlos Bilardo          | Argentyna          | . | czerwiec 1980    | wrzesień 1981    | . | 10     | 1      | 4      | 5      | 23%    | . |                 |             |
| 20.  | Efraín Sánchez (3)      | Kolumbia           | . | luty 1983        | październik 1984 | . | 14     | 3      | 8      | 3      | 40%    | . |                 |             |
| 21.  | Gabriel Ochoa Uribe (2) | Kolumbia           | . | luty 1985        | listopad 1985    | . | 19     | 8      | 5      | 6      | 51%    | . |                 |             |
| 22.  | Francisco Maturana      | Kolumbia           | . | maj 1987         | czerwiec 1990    | . | 40     | 20     | 11     | 9      | 59%    | . |                 |             |
| 23.  | Luis Augusto García     | Kolumbia           | . | styczeń 1991     | lipiec 1991      | . | 11     | 3      | 4      | 4      | 39%    | . |                 |             |
| –    | Humberto Ortiz          | Kolumbia           | . | lipiec 1992      | sierpień 1992    | . | 2      | 1      | 1      | 0      | 67%    | . |                 |             |
| 24.  | Francisco Maturana (2)  | Kolumbia           | . | grudzień 1992    | czerwiec 1994    | . | 34     | 18     | 13     | 3      | 66%    | . |                 |             |
| 25.  | Hernán Darío Gómez      | Kolumbia           | . | sierpień 1994    | czerwiec 1998    | . | 56     | 21     | 17     | 18     | 48%    | . |                 |             |
| 26.  | Javier Álvarez          | Kolumbia           | . | wrzesień 1998    | luty 2000        | . | 15     | 5      | 5      | 5      | 44%    | . |                 |             |
| 27.  | Luis Augusto García (2) | Kolumbia           | . | luty 2000        | maj 2001         | . | 21     | 11     | 5      | 5      | 60%    | . |                 |             |
| 28.  | Francisco Maturana (3)  | Kolumbia           | . | maj 2001         | listopad 2001    | . | 13     | 9      | 2      | 2      | 74%    | . | 1x Copa América | 2001        |
| –    | Reinaldo Rueda          | Kolumbia           | . | maj 2002         | listopad 2002    | . | 4      | 1      | 1      | 2      | 33%    | . |                 |             |
| 29.  | Francisco Maturana (4)  | Kolumbia           | . | listopad 2002    | listopad 2003    | . | 17     | 3      | 7      | 7      | 31%    | . |                 |             |
| 30.  | Reinaldo Rueda (2)      | Kolumbia           | . | styczeń 2004     | listopad 2006    | . | 40     | 17     | 12     | 11     | 53%    | . |                 |             |
| 31.  | Jorge Luis Pinto        | Kolumbia           | . | grudzień 2006    | wrzesień 2008    | . | 27     | 11     | 7      | 9      | 49%    | . |                 |             |
| 32.  | Eduardo Lara            | Kolumbia           | . | wrzesień 2008    | październik 2009 | . | 15     | 8      | 1      | 6      | 56%    | . |                 |             |
| 33.  | Hernán Darío Gómez (2)  | Kolumbia           | . | maj 2010         | sierpień 2011    | . | 16     | 6      | 5      | 5      | 48%    | . |                 |             |
| 34.  | Leonel Álvarez          | Kolumbia           | . | sierpień 2011    | grudzień 2011    | . | 5      | 3      | 1      | 1      | 67%    | . |                 |             |
| 35.  | José Pekerman           | Argentyna          | . | styczeń 2012     | sierpień 2018    | . | 77     | 42     | 20     | 15     | 54%    | . |                 |             |
| –    | Arturo Reyes            | Kolumbia           | . | sierpień 2018    | luty 2019        | . | 4      | 3      | 1      | 0      | 33%    | . |                 |             |
| 36.  | Carlos Queiroz          | Portugalia         | . | luty 2019        | grudzień 2020    | . | 18     | 9      | 5      | 4      | 50%    | . |                 |             |
| 37.  | Reinaldo Rueda          | Kolumbia           | . | styczeń 2021     | marzec 2022      | . | 17     | 4      | 10     | 3      | 24%    | . |                 |             |
| 38.  | Néstor Lorenzo          | Argentyna          | . | lipiec 2022      | nadal            | . | 8      | 6      | 2      | 0      | 75%    | . |                 |             |
| Inni |                         |                    |   |                  |                  |   |        |        |        |        |        |   |                 |             |
| –    | Javier Álvarez          | Kolumbia           | . | listopad 1996    | listopad 1996    | . | 1      | 0      | 0      | 1      | 0%     | . |                 |             |
| –    | Juan José Peláez        | Kolumbia           | . | wrzesień 1997    | wrzesień 1997    | . | 1      | 0      | 1      | 0      | 33%    | . |                 |             |
|      |                         |                    | . |                  |                  | . | 607    | 221    | 172    | 194    | %      | . |                 |             |

Stan na 22 czerwca 2023.
Kursywą wyróżniono selekcjonerów tymczasowych.
W nawiasie podano, który raz selekcjoner prowadził reprezentację.